# Spirontocaris spina
Spirontocaris spina is een garnalensoort uit de familie van de Hippolytidae.